# Žetale
Žetale là một khu tự quản (tiếng Slovenia: občine, số ít – občina) trong vùng Podravska của Slovenia. Žetale có diện tích 38 km2, dân số là theo điều tra ngày 31 tháng 3 năm 2002 là 1364 người. Thủ phủ khu tự quản Žetale đóng tại Žetale.